# Heteristius
Heteristius is een monotypisch geslacht van straalvinnige vissen uit de familie van zandsterrenkijkers (Dactyloscopidae).

## Soort
- Heteristius cinctus (Osburn & Nichols, 1916)